# یوسف بزرگ‌نیا
یوسف بزرگ‌نیا یک استاد دانشگاه، محقق و دانشمند در زمینه لرزه‌شناسی و مهندسی زلزله ایرانی اهل ایالات متحده آمریکا است. او موفق به کسب مدال ۲۰۱۹ «بورس بولت» از جامعه زلزله‌شناسی آمریکا شد.

دکتر بزرگ‌نیا، دانش‌آموخته دانشکده مهندسی مکانیک دانشگاه صنعتی شریف و استاد ایرانی دانشگاه کالیفرنیا در لس‌آنجلس است. او مدرک کارشناسی خود را از دانشگاه صنعتی شریف و مدرک کارشناسی ارشد و دکتری خود را از دانشگاه برکلی اخذ کرده‌است. در سال ۲۰۰۴ دکتر بزرگ‌نیا به همراه محقق آرژانتینی پروفسور Vitelmo V. Bertero یک کتاب ۱۱۰۰ صفحه‌ای با عنوان «مهندسی زلزله، از مهندسی زلزله‌شناسی به مهندسی مبتنی بر عملکرد» چاپ کردند.